# Apamea inversa
Apamea inversa är en fjärilsart som beskrevs av Derenne 1929. Apamea inversa ingår i släktet Apamea och familjen nattflyn. Inga underarter finns listade i Catalogue of Life.